# Grecs
En français, les Grecs ou Hellènes sont : 
- selon la constitution grecque, le droit du sol et le droit international, les citoyens de la Grèce et eux seuls, quelles que soient leurs langues, origines et traditions culturelles[23] ;
- selon la définition ethnique, le droit du sang et l'appartenance linguistique et culturelle, le groupe ethnique héllénique qui s'auto-désigne en grec comme Έλληνες soit ’Éllines, et qui vit principalement en Grèce, à Chypre, au sud de l'Albanie, en Italie et dans la diaspora[24].

## Démographie
La population hellénophone s'est développée et diffusée surtout dans les pays du pourtour de la mer Méditerranée mais il existe aussi une diaspora grecque notable dans de nombreux pays du monde ; outre la langue grecque, un second élément identitaire peut être l'appartenance au christianisme orthodoxe sous juridiction des patriarches de langue liturgique grecque d'Athènes, de Constantinople, de Nicosie ou d'Antioche qui ont à travers le monde des paroisses dont les registres permettent d'estimer les communautés helléniques de la diaspora lorsque leurs membres ont pris la nationalité des pays où ils résident ou ont des patronymes sans consonances grecques.

## Géographie historique
Depuis l'Antiquité, des colonies et des communautés grecques se sont établies sur les rives des mers Méditerranée (Mésogée en grec) et Noire (Pont euxin en grec) mais le peuple grec a toujours été centré entre la mer Égée et la mer Ionienne où le grec est parlé depuis l'âge du bronze. Jusqu'au début du XXe siècle, les Grecs étaient dispersés entre la Péninsule grecque, l'ouest et les côtes de l'Anatolie (« Micrasiates »), les bords de la mer Noire (« Pontiques »), l'Égypte, Chypre et Constantinople.
De nos jours, la grande majorité des Grecs vivent en Grèce et sur 63% de l'île de Chypre. La présence grecque, remontant à plus de deux millénaires, est devenue insignifiante au XXe siècle en Asie mineure lors du génocide grec pontique et par l'échange de population entre la Grèce et la Turquie dans les années 1920, dans le sud de la Russie, de l'Ukraine (Grecs d'Ukraine) et dans le Caucase (Grecs du Caucase) à la suite des déportations staliniennes vers l'Asie centrale dans les années 1950, à Constantinople depuis le pogrom anti-grec de 1955, à Alexandrie depuis le Nassérisme panarabe des années 1960 et dans le nord de Chypre depuis la partition de l'île en 1974. En revanche, on peut encore trouver des communautés grecques anciennes en Albanie (Épire du Nord) et dans le Sud de l'Italie (Grikos, notamment en Calabre et en Sicile).

## Ethnonymie
De nos jours, les Grecs se désignent eux-mêmes comme Hellènes (grec moderne : Έλληνες, Hellênes). Ce terme a aussi donné en grec ancien et katharévousa Ἑλλάς, Hellás. Il est possible qu'il provienne de la racine indo-européenne ἑλλ / éll (« montagnard » ou « montagneux ») mais cela est discuté. Dans la mythologie grecque, ’Hellen (en grec ancien Ἕλλην, Héllên) est le héros éponyme des « Hellènes », roi de Phthie, en Thessalie, où se trouve la ville d’Hellas près du fleuve Sperchiós.
En Orient (Anatolie signifie « Orient » en grec), la racine commune pour désigner les Grecs est Ἴων, Íōn (« impétueux », « plein d'allant »), qui a donné les termes Ioniens (grec moderne : Ἴωνες, Íōnes), langue ionienne et Ionie (Ἰωνία, Iōnia), qu'Eschyle, dans Prométhée, relie à la déesse Io,. En persan ce mot devient 𐎹𐎢𐎴 (Yauno ou Yawnā), en sanskrit यवन (Yavana, au sens secondaire d'étranger ou de barbare) et dans les langues sémitiques ܝܘܢ (Yun) en araméen, יון (Yawan, Yavane) en hébreu et يونان (Yūnān) en arabe.
Dans la plupart des langues, le nom de la Grèce découle du radical « gra » ou « gre » comme dans le latin graecus qui a été rapproché de Γραῖικός Graïkos, mot qui, selon Aristote, désignait les Doriens en Épire. Peut-être partage-t-il avec Γραῖα, Graïa, ville de Béotie, la racine γραῦς, graoûs (« dur, durable, endurant, résistant ») sémantiquement proche de  δώριος, dṓrios (« dorien ») et du latin durus, durius,.
Homère, dans l'Iliade, pour désigner ceux qui, sous la conduite d'Agamemnon, attaquent la cité de Troie, n'utilise pas le mot « Grec » mais alterne plusieurs appellations dont « Achéens, Panachéens, Danéens, Argiens » ou « Panhellènes ». Avec la christianisation, le terme « Hellènes » change de sens dans l'Empire romain pour désigner les « gentils », c'est-à-dire les polythéistes. À la fin de l'Antiquité, les Grecs christianisés se désignaient comme romioi, c'est-à-dire « Romains », tandis qu'en grec médiéval Έλληνες - « Héllènes », désignait les païens. Au Moyen Âge, les Occidentaux appelaient « Grecs » tous les chrétiens non-catholiques romains, tandis que les Arabes, les Perses et les Turcs désignaient ces mêmes chrétiens non-latins comme Rum (« Romains » ou « Roumis »), dont ceux de langue grecque appelés Yunan (« Ioniens ») ; pour désigner les chrétiens catholiques de rite latin, le terme était Franghi (« Francs »). Ce n'est qu'au XIXe siècle, avec la renaissance culturelle grecque, que les mots « Hellène » et « Grec » perdirent leurs sens religieux pour prendre un sens national et linguistique, équivalent au mot turc Yunan. En Géorgie, les Grecs sont appelés « ბერძენი » / « berdzènes », venant du mot géorgien « ბერძ » signifiant « sage », en lien avec la philosophie grecque.